# FRIDAY GOES ON! 〜あっ、それいただきっ!〜
『FRIDAY GOES ON! 〜あっ、それいただきっ!〜』（フライデー ゴーズ オン! 〜あっ、それいただきっ!〜）は、2003年4月4日からJFN加盟局で放送されているJFNC制作のラジオ番組。略称は『FGO』。

## 概要
前番組は「ヒルサイド・アヴェニュー フライデー・スペシャル」。この時間帯は自社製作番組を放送しているJFN系列局が多く、ネット局は少ない。そのため、初期は斉藤がこれを逆手にとり、「日本全国のところどころをネットしてお送りします」と発言していた。
テーマ曲はLITTLE TEMPO「MUSICAL BRAIN FOOD」。

## 放送時間

### 現在
- 毎週金曜 13:30 - 15:55（2006年4月7日[1] - ）
  - 13:55 - 14:00・14:15 - 14:20・14:55 - 15:00は中断となる。詳細は#タイムテーブルを参照。

### 過去
- 毎週金曜 13:00 - 15:55（2003年4月4日 - 2006年3月31日）

## パーソナリティ
- 斉藤リョーツ
- 藤井悠

## タイムテーブル
- 13:30 オープニング
- 13:40 PNN（プライスニュースネットワーク）
- 13:49 メッセージ紹介
- 13:55 Zero Tunes〜2000（ゼロ）年代のポップ・ミュージック→Futureーlists→ビートルズは終わらない〜The Beatles 4Ever〜→Rolling Stone Cafe もしくは ローカル枠
- 14:00 14時台オープニング
- 14:09 クイズ210
- 14:15 JFNラジオショッピング または JFNブランニューヒッツ
- 14:21 宇宙レベルのゲストコーナー ザ・スペイシー・ゲスト・タイム ツー もしくは リクエスト
- 14:40 DJリョーツの3分半コラム
- 14:49 メッセージ紹介、リクエスト
- 14:55 IMP.のIMPickup（JFN全国ネット番組、一部局は除く）[2]
- 15:00 15時台オープニング、おとなのいただき情報 または ALOHA HOT LINE
【「ALOHA HOT LINE」はハワイのラジオ局「KZOO」のスタジオと中継を繋ぎ、同局のアナウンサーである小椋カリーン弘恵[3][4]にハワイの話題を伝えてもらう】
- 15:11 メッセージ紹介、リクエスト
- 15:20 音楽ランキング
【洋楽ランキングについては集計元は不明だが、邦楽シングルランキングに関しては「JA全農 COUNTDOWN JAPAN」のランキングをそのまま使用しており、毎回ランキング紹介後に『最新のランキングについては明日放送の「JA全農 COUNTDOWN JAPAN」をお聴きください。』と発言している】
- 15:38 メッセージ紹介、リクエスト
- 15:48 エンディング

（2025年6月現在。随時リスナーのメッセージを紹介している）

## ネット局
2025年6月現在。全て金曜の放送で、それぞれ放送時間の早い順から記載。
全局「radiko.jp」や「radikoプレミアム」で聴取可能。
月曜から木曜に放送の『Seasoning -season your life with music-』→『レコレール』をネットしている特別加盟局のinterfmや、系列キー局のTOKYO FMは各々系列加盟当初から未ネットではあるが、後者の局に関しては『IMP.のIMPickup』（14:55 - 15:00）のみinterfmを除くJFN38局（一部時差ネット局あり）で放送されている。

### 現在
| 放送対象地域 | 放送局名                       | 放送時間      | 放送開始                                     | 中断                                             | 備考         |
| ------------ | ------------------------------ | ------------- | -------------------------------------------- | ------------------------------------------------ | ------------ |
| 鹿児島県     | エフエム鹿児島（μFM）          | 13:30 - 14:55 | 2003年4月4日 - 2018年3月30日 2021年4月2日 -  | 13:55 - 14:00：快適生活ラジオショッピング        | [ 8 ]        |
| 岡山県       | 岡山エフエム放送（FM OKAYAMA） | 13:30 - 14:55 | 2005年4月1日 - 2008年3月28日 2021年10月1日 - | 13:55 - 14:00：Rolling Stone Cafe                | [ 9 ] [ 10 ] |
| 長野県       | 長野エフエム放送（FM長野）     | 13:30 - 15:55 | 2003年4月4日 -                               | 13:55 - 14:00：Rolling Stone Cafe                |              |
| 青森県       | エフエム青森（AFB）            | 13:30 - 15:55 | 2003年4月4日 - 2004年1月30日 2009年4月3日 -  | 13:55 - 14:00：クロタキ不動産 Radio Life Station | [ 11 ]       |
| 高知県       | エフエム高知（Hi-Six）         | 13:30 - 15:55 | 2003年4月4日 - 2005年3月25日 2013年4月5日 -  | 13:55 - 14:00：Rolling Stone Cafe                |              |
| 山形県       | エフエム山形（Rhythm Station） | 13:30 - 15:55 | 2003年4月4日 - 2010年3月26日 2019年4月5日 -  | 13:55 - 14:00：Rolling Stone Cafe                | [ 12 ]       |
| 岐阜県       | エフエム岐阜（FM GIFU）        | 13:30 - 15:55 | 2006年10月6日 - 2007年9月28日 2009年4月3日 - | 14:40 - 14:45：快適生活ラジオショッピング        | [ 13 ]       |
| 大分県       | エフエム大分（Air-Radio FM88） | 13:30 - 15:55 | 2010年4月2日 -                               |                                                  |              |
| 群馬県       | エフエム群馬（FM GUNMA）       | 13:30 - 15:55 | 2016年4月1日 - 2022年3月26日 2024年4月5日 -  | 13:55 - 14:00：IMP.のIMPickup                    | [ 14 ]       |
| 三重県       | エフエム三重（FM三重）         | 13:30 - 15:55 | 2025年4月4日 -                               |                                                  |              |

### 過去・単発
| 放送対象地域  | 放送局名                         | 放送時間      | 放送期間                                                             | 備考 |
| ------------- | -------------------------------- | ------------- | -------------------------------------------------------------------- | --- |
| 岩手県        | エフエム岩手（FM IWATE）         | 13:30 - 14:55 | 2003年4月4日 - 2005年9月30日 2011年5月6日 - 2012年3月26日            | 「Do You!?」終了に伴い再びネット再開したが、 「KAWATOKU presents ROCK ON THE FM!」の放送開始のため、 再び打ち切り。                            |
| 島根県 鳥取県 | エフエム山陰（V-air）            | 13:30 - 14:55 | 2003年4月4日 - ? 2011年4月1日 - 2019年3月29日                        | 「MIZUKI-SHIGERUのFRIDAY×FRIDAY」放送開始のため、 打ち切り。                                                                                   |
| 山口県        | エフエム山口（FMY）              | 13:30 - 14:55 | 2003年4月4日 - 2004年3月26日 2010年4月2日 - 2019年3月29日 不定期放送 | 「Happy Happy FRIDAY」放送時間拡大のため、打ち切り。 年末年始編成で『Happy Happy FRIDAY』が休止となり、 JFNCが年末年始特番を組まない際に放送。 |
| 兵庫県        | 兵庫エフエム放送（Kiss FM KOBE） | 13:30 - 15:55 | 2003年4月4日 - 2010年3月26日                                         | 「REBOOT!!」の放送開始のため、打ち切り。 |
| 福島県        | エフエム福島（ふくしまFM）       | 13:30 - 15:55 | 2003年4月4日 - 2021年3月26日                                         | 「福空間」の放送開始のため、打ち切り。 |
| 広島県        | 広島エフエム放送（HFM）          | 13:30 - 15:55 | 年末年始のみ放送                                                     | 年末年始編成で自社制作番組「Satoruman50〜半世紀少年ミュージックショー」が 年末年始による休止時のみ不定期で放送。                               |
| 佐賀県        | エフエム佐賀（FMS）              | 13:30 - 14:55 | 2003年4月4日 - 2025年5月30日                                         | 「MUSIC ASSORT」開始のため打ち切り。 |